# 5139 Rumoi
5139 Rumoi (1990 VH4) là một tiểu hành tinh vành đai chính được phát hiện ngày 13 tháng 11 năm 1990 bởi M. Mukai và Takeishi ở Kagoshima.